# Hôtel de Choudens
El hôtel de Choudens es una mansión privada ubicada en París, Francia .

## Historia
Construida en 1901 por el arquitecto Charles Girault para el editor de música Paul de Choudens, su esposa y sus tres hijas, la mansión privada se convirtió en una escuela de teatro en 1943, conocida como École de la rue Blanche.
Fue catalogado como monumento histórico desde el .
En 2011, el hotel fue vendido por la ciudad de París a una inmobiliaria, que lo restauró por completo.
Alberga, en la década de 2020, un polideportivo.